# Roxana Mînzatu
Roxana Mînzatu, née le 1er avril 1980 à Brașov, est une femme politique roumaine, fonctionnaire locale et gestionnaire de projets de l'Union européenne en Roumanie.
En 2016, elle est élue à la Chambre des députés roumaine et en 2019, elle est nommée ministre des Fonds européens. Élue députée européenne lors des Élections du 9 juin 2024, elle est désignée Vice-présidente exécutive de la Commission européenne chargée de personnes des compétences et de la préparation ainsi que Commissaire européenne à l'Éducation et entre en fonction le 1er décembre 2024.

## Jeunesse et éducation
Mînzatu est né le 1er avril 1980 à Brașov. Elle obtient une licence en sciences politiques en 2002 de l'Université de Bucarest et une maîtrise en intégration européenne en 2005, de l'Université chrétienne Dimitrie-Cantemir. De 2004 à 2006, elle est employée au ministère de l’Intégration européenne. Elle travaille ensuite comme gestionnaire et consultante pour plusieurs projets, notamment financés par l’Union européenne. Ses activités comprennent également la gestion d’une école de commerce à but non lucratif,.

## Carrière politique
Mînzatu s'implique dans les activités politiques locales au sein du Parti social-démocrate (PSD). Elle est membre du conseil du district de Brasov (2004-2008, 2011-2012, 2016). En 2015, elle est nommée secrétaire d'Etat au ministère des Fonds européens, puis dirige l'Agence Nationale de la Commande Publique (ANAP),.
En 2016, Mînzatu est élue à la Chambre des députés roumaine. En juin 2019, elle est nommée ministre des Fonds européens dans le gouvernement de Viorica Dăncilă, avec pour objectif particulier d'accélérer le développement dans des secteurs clés, tels que les infrastructures d'eau et d'eaux usées et la numérisation. Cependant, le gouvernement est renversé en octobre de la même année à la suite d’un vote de défiance. Elle n'est pas candidate aux élections nationales de 2020 et reprend des activités commerciales jusqu'à son élection au Parlement européen de 2024, lorsque son parti forme une alliance avec le Parti national libéral (PNL). Au parlement, elle devient membre du groupe de l'Alliance progressiste des socialistes et démocrates et membre de la commission du Développement régional,,,,.
Proposée par le gouvernement roumain comme commissaire européenne le 3 septembre 2024 après qu'Ursula von der Leyen a rejeté la candidature de Victor Negrescu, elle se voit attribuer le poste de vice-présidente exécutive aux Personnes, aux Compétences et à la Préparation, avec des compétences dans le domaine de l'éducation, des emplois de qualité et des droits sociaux.